# Hrvoje Dumančić
Hrvoje Dumančić (Zagreb, 1975.) je hrvatski kipar. 

## Životopis
Rođen u Zagrebu 1975. godine.

Završio Školu primijenjene umjetnosti i dizajna u Zagrebu 1994. godine.

Diplomirao na Akademiji likovnih umjetnosti Sveučilišta u Zagrebu, na kiparskom odsjeku, 1998. godine.

Član Hrvatske zajednice slobodnih umjetnika od 1998. godine.

Član The Society of Equestrian Artists iz London od 2010. godine.

Član International Association ArAnimA iz Francuske od 2011. godine.

Dobitnik prve nagrade za skulpturu za skulpturu na Xe Salon International de Saumur, Francuska 2002. godine.

Stipendija Francuskog instituta u umjetničkoj kući La Colombiere u Saumuru 2003. godine.

Stipendija u Cité Internationale des Arts u Parizu 2011. godine.

Trenutno polazi postdiplomski studij kiparstva na Akademiji likovnih umjetnosti Sveučilišta u Zagrebu.

Sudjelovao na četrdesetak skupnih i tridesetak samostalnih izložbi u Hrvatskoj i inozemstvu.

Svojim umjetničkim radom, zalaže se za popularizaciju umjetnosti na temu konja.

## Nagrade
2001.
Prva nagrada za dizajn zastave i grba grada Kupresa, Bosna i Hercegovina

2002.
Prva nagrada na Xe Salon International de Saumur, Francuska

2005.
Nagrada žirija na XIII Salon Ar(t)cheval, Francuska

2010.
Prva nagrada na Ex Arte Equinus 3, Sjedinjene Američke Države

8 mjesto u kategoriji skulptura na Ex Art Equinus 3, Sjedinjene Američke Države

2011.
Prva nagrada na izložbi Horse in Art, London, Velika Britanija

## Samostalne izložbe
2002.
Galerija Nova, Zagreb, Hrvatska

2004.
Medijateka francuskog instituta, Zagreb, Hrvatska

2005.
Muzej Samuel Tessedik, Szarvas, Mađarska

101 Lipicanac, Muzej Đakovštine, Đakovo, Hrvatska

2006.
101 Lipicanac, Brijuni, Hrvatska

2007.
Galop dodira, Gliptoteka HAZU, Zagreb, Hrvatska

Državna ergela Lipik, Lipik, Hrvatska

2009.
Hrvatska 9909, Galerija Chapelle St. Jean, Saumur, Francuska

2010.
Chevaux 9909, Barban, Istra, Zagreb

2011.
Medijateka Jacques-Baumel, Rueil Malmaison, Francuska

Vrt dvorca Crijević-Pucić, Dubrovnik, Hrvatska

2012.
Galerija Prica, Samobor, Hrvatska

Galerija Nouvel Organon, Pariz, Francuska

2013.
Galerija Zilik, Karlovac, Hrvatska

2014.
Galerija HorSérie, Saumur, Francuska

Medijateka francuskog instituta, Zagreb, Hrvatska

## Skupne izložbe
2002.
Xe Salon International de Saumur, Francuska

6th Mostra Mercato d’Arte Moderna, Forli, Italija

2003.
Galerija Sv. Kvirin, Sisak, Hrvatska

Galerija Zvonimir, Zagreb, Hrvatska

Salon d’Art Equestre, Paris, Francuska

2004.
Izložba recentnih radova članova HDLU-a, Dom hrvatskih likovnih umjetnika, Zagreb, Hrvatska

2005.
Ar(t)cheval, Saumur, Francuska

2006.
Izložba recentnih radova članova HDLU-a, Dom hrvatskih likovnih umjetnika, Zagreb, Hrvatska

2007.
Ar(t)cheval, Saumur, Francuska

2008.
Izložba recentnih radova članova HDLU-a, Dom hrvatskih likovnih umjetnika, Zagreb, Hrvatska

2010.
Ex Arte Equinus 3, Sjedinjene Američke Države

Galerija Marisal, Zagreb, Hrvatska

Izložba recentnih radova članova HDLU-a, Dom hrvatskih likovnih umjetnika, Zagreb, Hrvatska

The Horse in Art, The Mall Galleries, London, Velika Britanija

2011.
The Horse in Art, The Mall Galleries, London, Velika Britanija

Hip Gallery, Pariz, Francuska

Galerija Zvonimir, Zagreb, hrvatska

2012.
Galerija Espace Beaurepaire, Pariz, Francuska

Galerija 49, Saumur, Francuska

The Horse in Art, The Mall Galleries, London, Velika Britanija

Galerie am Schlossbergtor Erde-eARTh, Voitsberg, Austrija

2013.
The Horse in Art, The Mall Galleries, London, Velika Britanija

2014.
Paris Eiffel Jumping, Champ de Mars, Pariz, Francuska

Ar(t)cheval, Saumur, France

2015.
Salon d'Automne, Pariz, Francuska

Ar(t)cheval, Saumur, Francuska

www.dumancic.hr  Arhivirana inačica izvorne stranice od 10. siječnja 2016. (Wayback Machine)